# Armin Kogler
Pour les articles homonymes, voir Kogler.
Armin Kogler, né le 4 septembre 1959 à Innsbruck est un sauteur à ski autrichien. Il est notamment double vainqueur de la Coupe du monde et champion du monde en 1982.

## Biographie
Il prend part à la Tournée des quatre tremplins à partir de l'édition 1977-1978. En mars 1979, alors sans résultat 
international important à son nom (champion d'Autriche 1978 tout de même), il remporte son premier titre individuel sur les Championnats du monde de vol à ski à Planica.
En 1980, il participe à la toute nouvelle  Coupe du monde, où il s'affirme au sommet de l'élite, gagnant un total de cinq concours dont deux à Thunder Bay pour commencer la série. Il termine la saison au deuxième rang mondial derrière son compatriote Hubert Neuper. Aux Jeux olympiques de Lake Placid, il ne parvient par contre à remporter la moindre médaille, se classant au mieux cinquième au grand tremplin. Il s'illustre aussi à Harrachov, le 27 mars 1980 où en atterrissant à 176 mètres, il égale le record du monde. Il bat le record du monde un an plus tard à Oberstdorf.
En 1981, il entame l'hiver dans la continuité de ses résultats précédents, prenant la deuxième place à la Tournée des quatre tremplins, où il enlève la manche de Bischofshofen. Il est ensuite toujours dans le top dix en Coupe du monde, mis à part une fois à Planica et gagne deux autres concours à Sapporo et Falun, ce qui contribue à sa victoire au classement général. Sur les Championnats du monde de vol à ski, il est médaillé d'argent à Oberstdorf.
En début d'année 1982, il est seulement dixième de la Tournée des quatre tremplins, mais revient sur le devant de la scène à Sapporo et Engelberg, où il est de nouveau vainqueur, avant de conserver son titre de la Coupe du monde. Son moment fort de l'hiver est son succès aux Championnats du monde 1982 à Oslo (Holmenkollen), où il décroche le titre au tremplin normal, la médaille de bronze au grand tremplin et la médaille d'argent à l'épreuve par équipes. En 1983, il porte définitivement son total de victoires en Coupe du monde à treize, Kogler gagnant à Garmisch-Partenkirchen et Bærum. Il est troisième du classement général.
Aux Jeux olympiques de Sarajevo 1984, il est sixième au grand tremplin notamment. Il ne monte sur aucun podium cet hiver.
Il effectue son ultime saison au niveau international en 1984-1985, où son meilleur résultat individuel reste une cinquième place à Sapporo. Lors des Championnats du monde 1985, il est 13e et 20e en individuel, mais remporte une nouvelle médaille d'argent par équipes. 
Pour son palmarès et ses performances à Holmenkollen, il reçoit la Médaille Holmenkollen en 1984, soit le premier autrichien. Il est aussi choisi comme sportif autrichien de l'année en 1979, 1981 et 1982.

### Après sa carrière sportive
Il devient pilote d'avion commercial en 1985 et travaille avec Tyrolean Airways. Dans les années 2000, il a un rôle de commentateur et expert de saut à ski à la télévision autrichienne (ORF).

## Vie privée
Son neveu Martin Koch est aussi sauteur à ski.

## Palmarès

### Jeux olympiques
| Épreuve / Édition | Lake Placid 1980 | Sarajevo 1984 |
| Petit tremplin    | 12e              | 51e           |
| Grand tremplin    | 5e               | 6e            |

### Championnats du monde
| Épreuve / Édition | Oslo 1982 | Engelberg 1984 | Seefeld 1985 |
| Petit tremplin    | Or        |                | 20e          |
| Grand tremplin    | Bronze    |                | 13e          |
| Par équipes       | Argent    | 4e             | Argent       |

### Championnats du monde de vol à ski
| Épreuve / Édition | Planica 1979 | Oberstdorf 1981 | Harrachov 1983 |
| Individuel        | Or           | Argent          | 4e             |

### Coupe du monde
- 2 gros globes de cristal : Vainqueur de la Coupe du monde en 1981 et 1982.
- 37 podiums individuels : 13 victoires, 12 deuxièmes places et 12 troisièmes places.
- 2e de la Tournée des Quatre Tremplins 1980-1981.

#### Liste des victoires
| Année | Lieu                                                                                      |
| 1980  | Thunder Bay x2 (Canada, Lahti (Finlande), Oslo (Norvège), Štrbské Pleso (Tchécoslovaquie) |
| 1981  | Bischofshofen (Autriche), Sapporo (Japon), Falun (Suède)                                  |
| 1982  | Sapporo (Japon), St-Moritz (Suisse), Oslo (Norvège)                                       |
| 1983  | Garmisch-Partenkirchen (Allemagne), Baerum (Norvège)                                      |

#### Classements généraux
| Compétition'/Année | Compétition'/Année | Coupe du monde | Coupe du monde | Tournée des 4 tremplins | Tournée des 4 tremplins |
| ------------------ | ------------------ | -------------- | -------------- | ----------------------- | ----------------------- |
| Compétition'/Année | Compétition'/Année | Class.         | Points         | Class.                  | Points                  |
| 1980               | 1980               | 2e             | 220            | 19e                     | 840,8                   |
| 1981               | 1981               | 1er            | 284            | 2e                      | 927,4                   |
| 1982               | 1982               | 1er            | 257            | 10e                     | 879,5                   |
| 1983               | 1983               | 3e             | 251            | 12e                     | 927,3                   |
| 1984               | 1984               | 13e            | 92             | 14e                     | 738,7                   |
| 1985               | 1985               | 34e            | 20             | 35e                     | 597,4                   |